# Isotima rakela
Isotima rakela là một loài tò vò trong họ Ichneumonidae.